# Ian Kirkpatrick (rugby à XV, 1946)
Pour les articles homonymes, voir Ian Kirkpatrick et Kirkpatrick.

a Compétitions nationales et continentales officielles uniquement.

b Matchs officiels uniquement.
Ian Andrew Kirkpatrick, né le 24 mai 1946 à Gisborne Nouvelle-Zélande, est un joueur de rugby à XV néo-zélandais qui joue avec les All Blacks évoluant au poste de troisième ligne aile. Pendant la période où il est international, il ne manque qu'une seule rencontre des All Blacks, et dispute 39 des  48 rencontres qu'il dispute de manière consécutive. Il inscrit seize essais, ce qui est alors le record pour un joueur néo-zélandais.
Il est introduit au Temple international de la renommée du rugby, International Rugby Hall of Fame, en 2003.

## Biographie
Ian Kirkpatrick dispute son premier match pour Poverty Bay Rugby à l'âge de 20 ans en 1966. Peu de temps après, il figure dans la sélection conjointe East Coast-Poverty Bay qui affronte les Lions britanniques et irlandais lors de la tournée de ces derniers en Australie et Nouvelle-Zélande rencontre remportée par les Lions sur le score de 9 à 6.
Fin janvier 1967, il rejoint l'île du Sud , à Canterbury, où il travaille dans une ferme. En avril, il doit rejoindre Burnham pour effectuer son service nationale. Durant cette période, il joue un peu avec le club de Rangiora. Après un test, il parvient à intégrer l'équipe de Canterbury. Il participe ainsi à des trials des All Blacks : d'abord dans un test de l'île du Sud, à Christchurch, puis dans le match opposant lîle du Sud à l'île du Nord à Wellington.
Alors âgé de 21 ans il fait partie du groupe de joueurs choisis par Freddy Allen pour se rendre en tournée en Europe. La blessure de Kel Tremain lui permet d'obtenir une première sélection, le 25 novembre 1967 face à la France au stade de Colombes, rencontre remportée 21 à 15 par les All Blacks. Lors de celle-ci il inscrit son premier essai international.
En juin 1968, il devient le premier joueur à officiellement remplacer un autre joueur : lors d'un test face à l'Australie, il remplace Brian Lochore qui s'est cassé un pouce,. Lors de ce match, il inscrit trois essais. Une semaine plus tard, il est titularisé au poste de troisième ligne centre face au même adversaire. Le mois suivant, il dispute les trois tests de la tournée de l'équipe de France en Nouvelle-Zélande et Australie, trois victoires des All Blacks. L'année suivante, il est de nouveau dans l'équipe qui reçoit le pays de Galles, équipe victorieuse du tournoi quelques mois plus tôt. Les All Blacks remportent deux larges victoires, 19 à 0 puis 33 à 12.
En 1970, dix ans après la dernière tournée, les All Blacks se rendent en Afrique du Sud pour une tournée de 24 matchs, dont quatre tests face aux Springboks. Contrairement à 1960, les joueurs d'origine Maoris sont autorisés à jouer, en vertu d'un statut de blanc honoraire. Les All Blacks subissent leur première défaite lors du premier test, s'inclinant 16 à 7 à Pretoria. Deux semaines plus tard, les All Blacks prennent leur revanche en s'imposant 9 à 8 avec un essai de Kirkpatrick. les Springboks remportent les deux derniers tests de la tournée, 14 à 3 puis 20 à 17. Peu avant ce dernier test, il est pour la première fois nommé capitaine lors d'un match de semaine, face à North-East Cape.
En avril 1971, il fait partie des joueurs retenus au sein d'une équipe nommée XV du Président qui est opposée à l'équipe d'Angleterre dans le cadre des festivités commémorant le centenaire de la Rugby Football Union, Fédération anglaise de rugby à XV. Kirpatrick inscrit deux essais pour son équipe qui s'impose 28 à 11,. À partir du mois de mai, la Nouvelle-Zélande accueille les Lions britanniques et irlandais pour une tournée où quatre tests sont prévus. Les Lions s'imposent lors du premier test 9 à 3 au Carisbrook de Dunedin. Lors du deuxième match, au Lancaster Park de Christchurch, la Nouvelle-Zélande mène 19 à 6 à six minutes de la fin lorsqu'il inscrit un essai : il s'extrait d'un regroupement dans sa partie de terrain, puis s'échappe en réalisant plusieurs raffuts avant d'aller aplatir dans le coin droit du terrain. Les Lions s'imposent 13 à 3 lors du troisième test, à Wellington, puis font match nul 14 partout à l'Eden Park d'Auckland, s'assurant ainsi la victoire dans la série. C'est la première fois que l'équipe des Lions remporte une série de test en Nouvelle-Zélande, devenant de plus la deuxième équipe à le faire après les Springboks en 1937.
Colin Meads insuffisamment remis d'un accident de voiture, Kirkpatrick lui succède dans le rôle de capitaine des All blacks. Il dispute ses premiers matchs avec ce titre face aux Wallabies qui effectuent une tournée en Nouvelle-Zélande. Sous sa direction, les All Blacks remportent les trois tests, 29 à 6 à Wellington, 30 à 17 à Christchurch, rencontre où il inscrit deux essais, remportant ainsi la série, puis le dernier match 38 à 3 à Auckland, avec un nouvel essai de Kirpatrick. Les All Blacks se rendent ensuite pour une longue tournée en Amérique du Nord et en Europe, entre octobre 1972 et février de l'année suivante. avec cinq tests au programme, contre les quatre équipes des îles britanniques, et contre la France. Malgré deux défaites lors de matchs de semaine, face aux Gallois de Llanelli, puis à une sélection anglaise de North-Western Counties, les All Blacks s'imposent lors du premier test, face aux Gallois, sur le score de 19 à 16. Juste après ce match, ils concèdent une nouvelle défaite, face à Midland Counties, mais s'imposent ensuite 14 à 9 face à l'Écosse. Les Néo-Zélandais remportent le troisième test, face aux Anglais, sur le score de 9 à 0. Les Irlandais privent les All Blacks de grand chelem en parvenant à faire match nul 10 partout. Pour le dernier match dans les îles britanniques, ils affrontent les Barbarians dans une rencontre qui ressemble à un cinquième test, avec dans l'équipe des Barbarians douze joueurs ayant participé à la tournée victorieuse des Lions en 1971. Ce match, considéré par beaucoup comme le plus grand match de l'histoire du rugby, est marqué par un essai inscrit par Gareth Edwards dès la cinquième minute, celui-ci étant considéré comme le « plus grand essai jamais marqué », également connu sous le surnom de that try,. Les Barbarians remportent finalement ce match sur le score de 23 à 11. Pour le dernier test de la tournée, les Néo-zélandais sont dominés par les avants français, les Bleus s'imposant 13 à 6.
En août et septembre 1973, la Nouvelle-Zélande reçoit les Anglais, qui effectuent une tournée de cinq rencontres, un match contre les Fidji, cette tournée se terminant par un test contre les All Blacks, Les Anglais, battus lors des trois matchs précédents face à des équipes néo-zélandaises, s'imposent à l'Eden Park sur le score de 16 à 10, première victoire d'une des quatre équipes des iles britanniques sur le sol néo-zélandais,.
L'année suivante, il figure toujours dans la sélection néo-zélandaise, mais le rôle de capitaine est confié à Andy Leslie (en). Il inscrit un essai lors de la victoire 11 à 6 à Sydney, match suivi une semaine plus tard d'un nul 16 partout à Brisbane puis d'une nouvelle victoire 16 à 6 où il réussit un nouvel essai. En fin d'année, les All Blacks se rendent en Europe pour une courte tournée, celle-ci s'inscrivant dans le cadre des festivités du centenaire de la Fédération irlandaise de rugby à XV. Il participe à la victoire à Lansdowne Road face à l'Irlande, puis il inscrit un essai décisif lors d'une rencontre contre une équipe galloise nommée Wales XV, équipe composée des joueurs de l'équipe nationale galloise mais sans statut officiel, ce match n'étant ainsi pas reconnu comme test par aucune des deux fédérations. Lors du dernier match de cette tournée, les Barbarians, en réussissant le match nul, privent les All Blacks d'une tournée uniquemlent composée de victoires.
Les All Blacks disputent leur seul match de l'année 1975 à Auckland contre l'Écosse lors d'une victoire 24 à 0. L'année suivante, ils battent à Wellington les Irlandais sur le score de 11 à 3 avant de se rendre en Afrique du Sud. Cette tournée est l'objet de nombreuses critiques : de nombreux pays africains voient en celle-ci une non condamnation de l'apartheid et, en protestation, déclarent forfait pour les Jeux olympiques d'été de 1976. Le premier test est remporté par les Springboks à Durban, puis les Néo-zélandais remportent le test de Bloemfontein sur le score de 15 à 9. Les Sud-africains remportent les deux derniers tests, 15 à 10 au Cap puis 15 à 14 à Johannesbourg, rencontre où Kirkpatrick inscrit un essai. Durant cette rencontre, Sid Going échoue lors de ses tentatives de transformation des deux essais néo-zélandais, et l'arbitre Bezuidenhout, après hésitation, n'accorde qu'une pénalité au lieu d'un essai de pénalité pour un plaquage sans ballon sur Bruce Robertson alors que celui-ci était assuré d'aller marquer. Comme lors de la tournée précédente, les Springboks remportent la série.
En 1977, la Nouvelle-Zélande reçoit une sélection des Lions majoritairement composée de joueurs gallois et dont le capitaine est Phil Bennett pour une tournée. Cette équipe, qui a remporté la série six ans plus tôt, ne concède qu'une seule défaite avant le premier test, face aux universitaires néo-zélandais, quatre jours avant celui-ci disputé à Wellington. Bien que dominateur dans la confrontation entre les avants, les Lions perdent ce test sur le score de 16 à 12. Ils prennent leur revanche lors du deuxième test, très violent, de Christchurch grâce à une victoire 13 à 9. La domination des avants des tourists n'est pas suffisante pour remporter le troisième test, manquant six tentatives de tir au but sur sept alors que les All Blacks s'imposent 19 à 7 avec deux essais de Andy Haden et Kirkpatrick. En inscrivant un essai dans le temps additionnel, Lawrie Knight donne la victoire aux All Blacks sur le score de 15 à 14 et prive ainsi les Lions d'un partage de la série . Cette tournée est la troisième où Kirkpatrick affronte les Lions, après celle de 1966 où il joue avec une sélection de province, puis en 1971 et 1977 avec les All Blacks. Avec huit tests, il partage la deuxième place du nombre de tests disputés contre les Lions, uniquement dépassé par Colin Meads. Son bilan est de quatre victoires, trois défaites et un nul, pour sept points, deux essais.
Le dernier test de la tournée des Lions est le dernier match que Kirkpatrick dispute sous le maillot des All Blacks. Avec cette sélection, il inscrit seize essais, pour un total de 57 points. Ce nombre de seize essais constitue le record pour un joueur néo-zélandais au moment où il termine sa carrière. Il est ensuite dépassé par Stu Wilson. Au total , il marque 115 essais pendant les 289 matchs de haut niveau qu'il dispute.

## Statistiques en équipe nationale
Ian Kirkpatrick dispute 39 rencontres avec la Nouvelle-Zélande, dont 38 en tant que titulaire entre le 25 novembre 1967 au stade de Colombes contre la France et le 13 août 1977 à Auckland contre les Lions britanniques. Il obtient 25 victoires, concède onze défaites et trois nuls. Il inscrit 57 points durant ces rencontres, seize essais.
Il dispute neuf de ces rencontres en tant que capitaine, avec un bilan de six victoires, deux défaites et un nul.
Il dispute de nombreux autres matchs avec les All Blacks, ceux-ci n'ayant toutefois pas le statut de test. Il joue un total de 113 rencontres sous le maillot noir, débutant le 18 octobre 1967 à Montréal contre une sélection de l'est du Canada, dont 43 en tant que capitaine.